# HMM Megamax 24-klasse
De HMM Megamax-24 klasse is een klasse containerschepen bestaande uit twaalf schepen. Bij de oplevering van het eerste schip werd dit de nieuwe recordhouder wat betreft het aantal TEU's. De eigenaar van de schepen is de Koreaanse rederij Hyundai Merchant Marine (HMM).

## Specificaties
De 12 schepen hebben een lengte van 400 meter en zijn 61 meter breed. Dit is evenveel als de vorige recordhouder, de MSC Megamax-24 klasse, maar het aantal TEU van de HMM-klasse is iets meer, 23.964 TEU. Het bijzondere aan de Megamax 24-klasse is dat er zowel 24 containers in de lengte als in de breedte op het schip geplaatst kunnen worden. De schepen zijn vernoemd naar Europese havensteden.
Het eerste schip, de HMM Algeciras, werd opgeleverd in april 2020. De serie is gebouwd op twee scheepswerven op het Zuid-Koreaanse eiland Geoje, Daewoo Shipbuilding & Marine Engineering (DSME), en Samsung Heavy Industries. De schepen werden als een van de eerste series afgeleverd met een ingebouwde scrubber of gaswasser, om de uitstoot van broeikasgassen te reduceren.
De zeven schepen die gebouwd zijn bij DSME hebben plaats voor 23.964 TEU en de overige 5 schepen van Samsung 23.820 TEU.

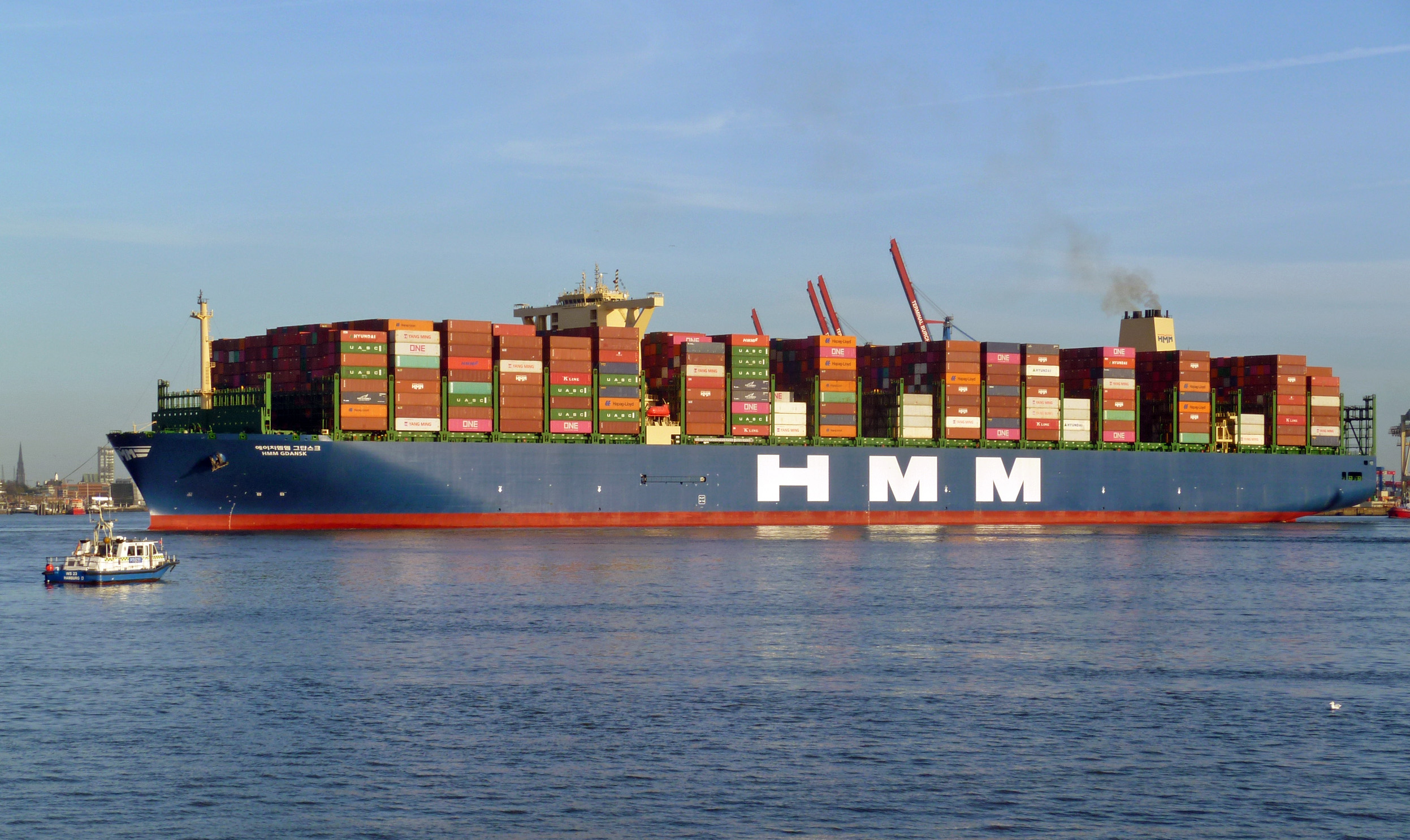
HMM Gdansk, in 2020 in Hamburg

## Schepen
| Schip             | Bouwnummer | IMO-nummer | Datum oplevering  | Werf    |
| ----------------- | ---------- | ---------- | ----------------- | ------- |
| HMM Algeciras     | 4318       | 9863297    | 24 april 2020     | DSME    |
| HMM Oslo          | 2288       | 9868326    | 8 mei 2020        | Samsung |
| HMM Copenhagen    | 4319       | 9863302    | 22 mei 2020       | DSME    |
| HMM Dublin        | 4320       | 9863314    | 29 mei 2020       | DSME    |
| HMM Gdansk        | 4321       | 9863326    | 12 juni 2020      | DSME    |
| HMM Rotterdam     | 2289       | 9868338    | 26 juni 2020      | Samsung |
| HMM Hamburg       | 4322       | 9863338    | 3 juli 2020       | DSME    |
| HMM Helsinki      | 4323       | 9863340    | 17 juli 2020      | DSME    |
| HMM Southampton   | 2290       | 9868340    | 31 juli 2020      | Samsung |
| HMM Stockholm     | 2291       | 9868352    | 7 augustus 2020   | Samsung |
| HMM Le Havre      | 4324       | 9868314    | 28 augustus 2020  | DSME    |
| HMM St Petersburg | 2292       | 9868364    | 11 september 2020 | Samsung |